# Robin Molinié
Pour les articles homonymes, voir Molinié.
Robin Molinié, né le 15 septembre 1990 à Saint-Martin-d'Hères, est un handballeur français évoluant au poste d' arrière gauche au Cesson Rennes Métropole Handball
Il est le cousin d'Émeric Paillasson qu'il suit successivement à Chambéry, Saint-Raphaël et Chartres et dans ses études.

## Biographie

### Enfance et formation
À six ans, Robin est initié au handball par son grand frère et ses cousins. Inscrit au club d'Eybens (38), il joue d'abord pour le plaisir de retrouver sa bande d'amis puis joue à Saint-Égrève. À 15 ans, il décide de devenir joueur professionnel et intègre le parcours sport-étude du Lycée de Chambéry. À seize ans, il décroche sa première sélection nationale.
Il passe trois ans à Chambéry avant d'intégrer le centre de formation du Saint-Raphaël VH où il retrouve son cousin Émeric Paillasson, pour une durée prévue de quatre saisons. Il intègre l'équipe de France France junior avec qui il participe au Championnat du monde (2009) et au Championnat d’Europe (2010). Lors de la saison 2009-2010, il intègre à quelques occasions l'équipe première avec deux matchs. En 2011-2012, il joue 25 bouts de matchs différents. Mais les ambitions du club font qu'il est compliqué d’intégrer l’effectif professionnel sur le poste de demi-centre.
En décembre 2011, il a la possibilité de signer son premier contrat de six mois au club de Besançon en tant que joker médical à la suite de la blessure d'Audrey Col. À ce moment-là, il est à la recherche de temps de jeu et pense avoir fait le tour du centre de formation. Il y prend tout de suite ses marques et inscrit plus d'une trentaine de buts. Étant venu en tant que joker au poste d’arrière gauche alors que son envie et sa formation est plutôt celle du poste de demi-centre, il réfère ne pas rester au club bisontin, attiré par celui de Chartres.

### Professionnel avec Chartres (depuis 2012)

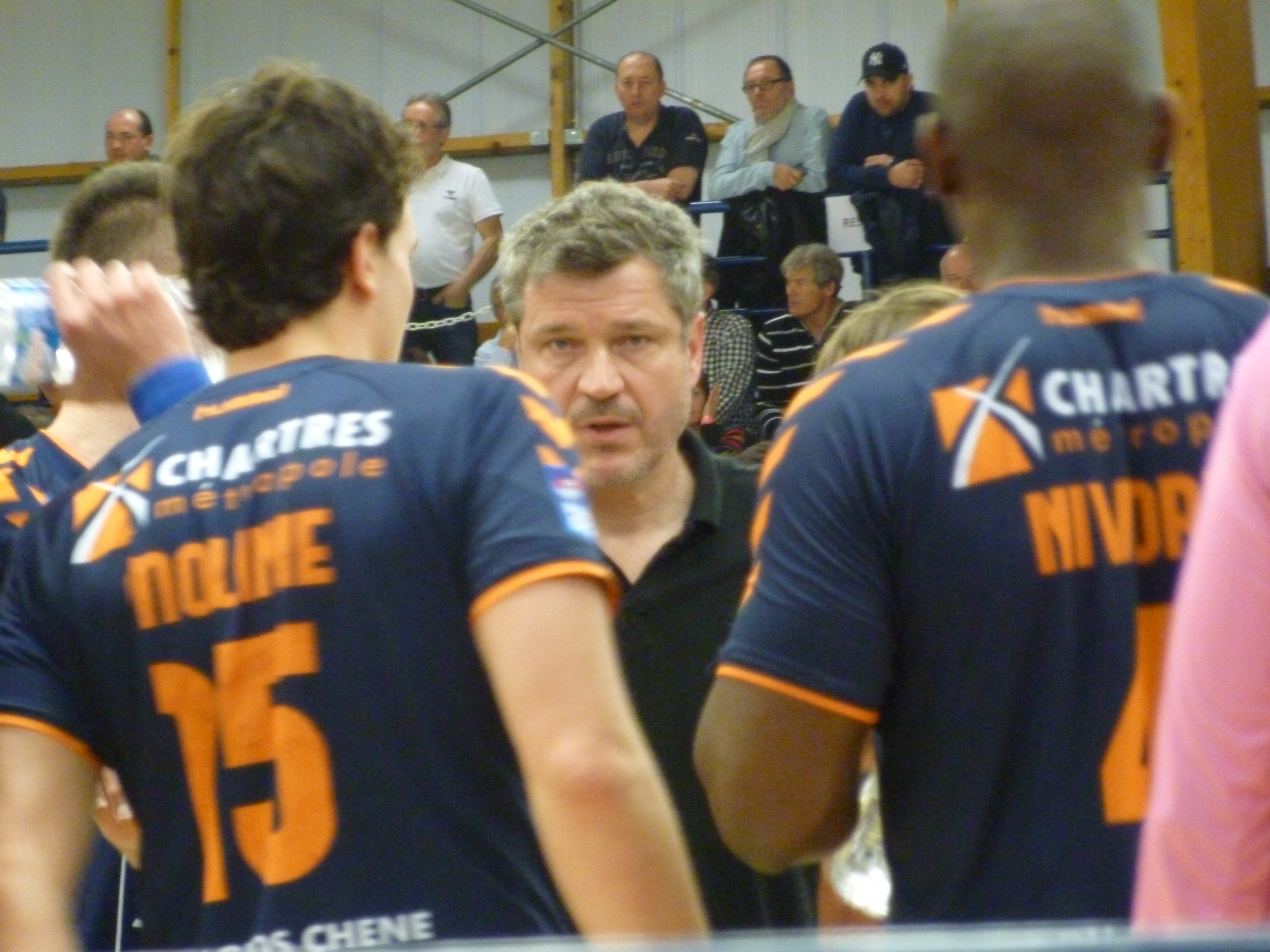
Molinié (n°15) écoutant les consignes de Mahé en 2014.

Robin Molinié est attiré par le projet du Chartres MHB 28, plus ambitieux que celui de Besançon, par ses ambitions clairement affichées et par son recrutement. L'objectif est d’accéder à la LNH le plus vite possible. Son cousin Émeric Paillasson œuvre pour le faire venir au club dont il est déjà joueur,.
En 2013-2014, Chartres recrute un demi-centre Borut Oslak et Pascal Mahé fait confiance à Molinié au poste d'arrière gauche, auquel il est plutôt réticent. En février 2014, alors qu'il se retrouve meilleur buteur de Pro D2 avec 110 réalisations, il est élu meilleur joueur du mois,. Il termine la saison comme quatrième meilleur buteur du championnat. Arrivant en fin de contrat, il prolonge de deux saisons avec le club chartrain.
Au début de la saison 2014-2015, en match de préparation, il se blesse au ligament croisé postérieur du genou et se retrouve au repos forcé pendant six semaines. À la fin de l'exercice, il remporte les playoffs de Pro D2, durant lesquels il tourne à sept buts par match, et gagne le droit d'évoluer parmi l'élite français.
En janvier 2016, arrivant au terme de son contrat en fin de saison, il s'engage à nouveau jusqu'en 2018 avec le CMHB. « J’ai souhaité prolonger mon contrat avec Chartres pour continuer à grandir et progresser en même temps que le club », alors que le club souhaite renouveler son effectif. Fin mai, il est 14e meilleur buteur de D1 (101 buts).
À partir de la saison 2016-2017, comme son cousin Émeric Paillasson avant lui, il intègre l'Association des joueurs professionnels de handball (APJH).

## Style de jeu
Sur le terrain il évolue sur la base arrière. Parfois en tant que meneur de jeu sur le poste de demi-centre ou bien en tant qu’arrière gauche où il est davantage buteur.

## Palmarès
En février 2014, Robin Molinié est élu meilleur joueur de Pro D2 du mois (39 % des voix) devant Quentin Minel de Créteil (38 %) et Sylvain Kieffer de Bordeaux et futur-coéquipier à Chartres (23 %),.
En octobre 2021, il est élu meilleur joueur du mois en D1.

## Vie privée
Robin Molinié est issu d'une famille de sportifs de haut-niveau. Son frère Adrien et ses cousins Maxime et Émeric Paillasson sont aussi handballeurs professionnels. Son père est un ancien rugbyman professionnel.
Le Baccalauréat en poche, Robin poursuit sa carrière sportive au centre de formation du Saint-Raphaël VH et fait le choix de ne pas arrêter ses études. Il suit des cours par correspondance et valide en 3 ans un DUT GEA. En janvier 2012, il signe son 1er contrat pro à Besançon et obtient sa licence professionnelle en Management sportif au CESNI (Centre d'Études des Sportifs Nationaux et Internationaux). En juillet 2012, alors qu’il intègre le Chartres MHB 28, Robin fait sa rentrée à Grenoble École de management en suivant le parcours sportif de haut niveau par correspondance.